# Ndotto III
Ndotto III est un village du département du Nkam au Cameroun. Situé dans la commune rurale de Ndobian, il est localisé à 24 km de Nkondjock, sur la piste piétonne qui lie Ndobian à Balam.

## Population et environnement
En 1967, le village de Ndotto III  avait 258 habitants. La population est essentiellement composée des Biboum. La population de Ndotto III était de 181 habitants dont 89 hommes et 92 femmes, lors du recensement de 2005. 